# Grand cirque de Saint-Pétersbourg
Le grand cirque de Saint-Pétersbourg est un cirque français employant notamment des artistes Kazakhs ou Russes, produit par la société Arena production. Il n'a absolument aucun lien avec le véritable cirque de Saint-Pétersbourg auquel il emprunte le nom. 
Ce cirque a été plusieurs fois épinglé pour des pratiques commerciales illégales (billets vendus bien supérieurs au nombre réel de places, places gratuites en réalité liées à des places payantes),.